# 311-es busz
A 311-es busz a budapesti agglomerációban közlekedő járat, a 310-es busz kiegészítő járata, annak utasterhelését hivatott enyhíteni. Csak egy irányban, munkanapokon reggel közlekedik: iskolai időszakban 5 darab, tanszünetben 4 darab járat, melyekből a két legutolsó nem Fótról, hanem Dunakeszi, Báthory István u. megállóból indul és Dunakeszi óvárosán keresztül haladva Újpestig közlekedik. A járat nagyrészt együtt halad a 310-es busszal, ám Dunakeszin betér Alag városrész északi részére is, ezzel közvetlen kapcsolatot teremtve a kertváros és Budapest, ill. Fót között. A kertvárosban egy hurkot leírva közös útvonalon halad a 309-es busszal, mely a vonal további szakaszain a 311-es járattal ellenkező irányban közlekedik. A viszonylat a 308-as, a 309-es és a 311-es buszokkal együtt jelentős hivatásforgalmat bonyolít le. A járat ellenkező irányú forgalmát az előbb említett 308-as és 309-es járatok szolgálják ki. A viszonylaton csuklós autóbuszok teljesítenek szolgálatot: a MÁV Személyszállítási Zrt. járműflottájába tartozó összes csuklós busztípus előfordul. A járat a BB szakaszhatárig a Budapest Bérlettel igénybe vehető.
2009. június 16-án a váci forgalmi térségben is bevezették a budapesti agglomerációs forgalmi térségben alkalmazott egységes járatszámozásos rendszert. A 311-es járat korábban a 310-es járattal együtt a 2011-es számú járatba volt integrálva.

## Megállóhelyei
| 0                             | Fót, autóbusz-állomás induló végállomás                      | |
| 1                             | Fótújfalu, Attila utca                                       | 308, 309, 310 |
| 2                             | Fótújfalu, Csaba utca                                        | 308, 309, 310 |
| 3                             | Fót, Kisalag, sportpálya                                     | 308, 309, 310 |
| 4                             | Fót, Kisalag, Petőfi szobor                                  | 308, 309, 310 |
| 5                             | Fót, Kisalag, Kazinczy utca                                  | 308, 309, 310 |
| 6                             | Dunakeszi, Huszka Jenő utca                                  | 308, 309, 310 |
| 7                             | Dunakeszi, Szent Imre tér                                    | 308, 309, 310 |
| 8                             | Dunakeszi, Báthory István utca                               | 309 |
| 9                             | Dunakeszi, Bocskai út                                        | 309 |
| 10                            | Dunakeszi, Bocskai út 2a.                                    | 309 |
| 11                            | Dunakeszi, Piros Óvoda                                       | 309 |
| 12                            | Dunakeszi, Széchenyi utca 2.                                 | 309 |
| 13                            | Dunakeszi, Szilágyi utca                                     | 309 |
| 14                            | Dunakeszi, Tisza utca 62.                                    | 309 |
| 15                            | Dunakeszi, Szent Imre tér                                    | 308, 309, 310 |
| 16                            | Dunakeszi, Kossuth utca                                      | 308, 309, 310, 324, 325, 371 S70 G70 |
| 17                            | Dunakeszi, okmányiroda                                       | 308, 309, 310, 371 |
| 18                            | Dunakeszi, Vízművek bejárati út                              | 300, 301, 302, 303, 308, 309, 310 |
| 19                            | Dunakeszi, Székesdűlő ipartelep                              | 104, 104A 300, 301, 302, 303, 308, 309, 310 |
| Budapest közigazgatási határa |                                                              | |
| 20                            | Budapest, Székesdűlő                                         | 104, 104A 300, 301, 302, 303, 308, 309, 310 |
| 21                            | Budapest, Vízművek                                           | 104, 104A 300, 301, 302, 303, 308, 309, 310 |
| 22                            | Budapest, Bagaria utca                                       | 104, 104A, 204 300, 301, 302, 303, 308, 309, 310, 312 |
| 23                            | Budapest, Ungvári utca                                       | 104, 104A, 204 300, 301, 302, 303, 308, 309, 310, 312 |
| 24                            | Budapest, Fóti út                                            | 96, 104, 104A, 196, 204 300, 301, 302, 303, 305, 306, 308, 309, 310, 312, 872, 880, 882, 884, 889, 890, 893                                                                                    |
| 25                            | Budapest, Tungsram                                           | 96, 104, 104A, 196, 204 300, 301, 302, 303, 305, 306, 308, 309, 310, 312, 872, 880, 882, 884, 889, 890, 893                                                                                    |
| 26                            | Budapest, Zsilip utca                                        | 104, 104A, 196, 204 300, 301, 302, 303, 305, 306, 308, 309, 310, 312 |
| 27                            | Budapest, Károlyi István utca                                | 104, 104A, 196, 204 300, 301, 302, 303, 305, 306, 308, 309, 310, 312 |
| 28                            | Budapest, Újpest-Városkapu (XIII. kerület) érkező végállomás | 104, 104A, 121, 122E, 196, 196A, 204 300, 302, 303, 305, 308, 309, 310, 312, 313, 314, 315, 316, 318, 319, 320, 321, 872, 880, 882, 883, 884, 889, 890, 893 1010, 1011, 1013, 1014 S72 Z72 S76 |